# Varianta de ocolire Târgu Jiu
Varianta de ocolire Târgu Jiu (VO 66B) este o șosea de centură a municipiului Târgu Jiu, județul Gorj. Are o lungime de 19,987 km. A fost împărțită în două variante: 5 km Vest și 14,9 Est, la care se adaugă un drum de legătură cu DJ665 de 1377 metri, patru poduri, opt pasaje, dintre care trei sunt cuprinse la nodurile rutiere, trei intersecții la nivel. Construcția a fost începută de Collini Lavori SPA, dar contractul a fost reziliat în 2018, iar noului constructor italian, Secol Societa Edile Costruzioni E Lavori SA – Secol Romania SRL, i-a fost predat amplasamentul în februarie 2021.